# Носа-Сеньора-Апаресида
Носа-Сеньора-Апаресида (порт. Nossa Senhora Aparecida)  —  муниципалитет в Бразилии, входит в штат Сержипи. Составная часть мезорегиона Сертан штата Сержипи. Входит в экономико-статистический  микрорегион Карира. Население составляет 8054 человека на 2006 год. Занимает площадь 347,1 км². Плотность населения — 23,2 чел./км².

## История
Город основан в 1963 году.

## Статистика
- Валовой внутренний продукт на 2004 составляет 23.520.589 реалов (данные: Бразильский институт географии и статистики).
- Валовой внутренний продукт на душу населения на 2004 составляет 2.895,55 реалов (данные: Бразильский институт географии и статистики).
- Индекс развития человеческого потенциала на 2000 составляет 0,567 (данные: Программа развития ООН).